# 富津岬

富津岬の空中写真。砂州の先端沖にある島は第一海堡。

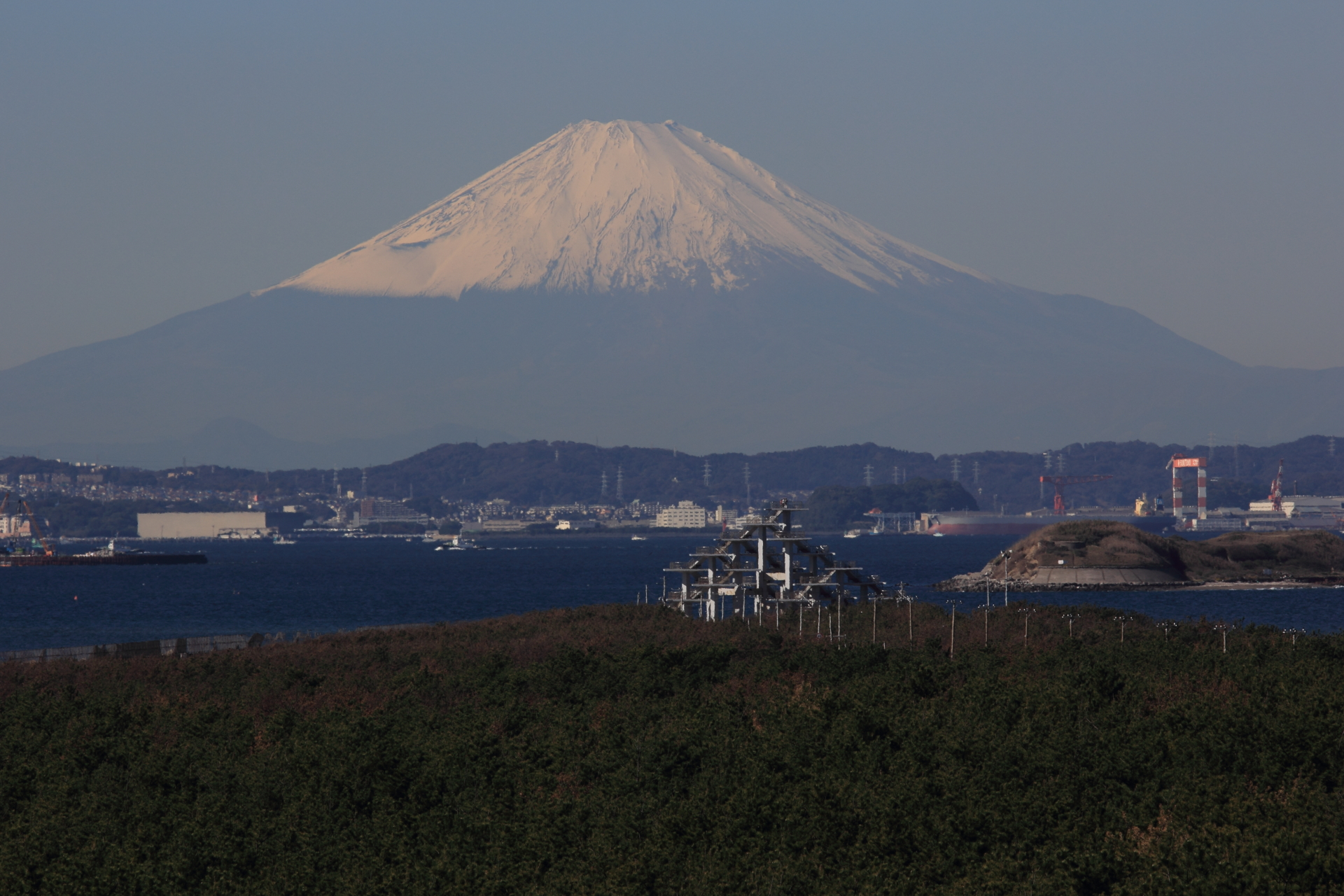
中の島公園展望塔から望む富津岬、東京湾、富士山（海側）

富津岬（ふっつみさき）は、千葉県富津市の東京湾に突出する岬（砂嘴）。南房総国定公園に含まれる景勝地。岬一帯は千葉県立富津公園として整備され、日本の白砂青松100選、関東の富士見百景に選定されている。岬北側の富津干潟（ふっつひがた）は日本の重要湿地500指定地に含まれる。

## 地理
小糸川河口付近から東京湾に面して南西方向に約5キロメートル（km）にわたって突き出した岬。小糸川河口から岬の先端まで続く富津洲（ふっつす）と称される細長い砂州と、そこから磯根崎まで続く富津平野（ふっつへいや）と称される三角形の沖積平野から構成されるが、前者のみをもって「富津岬」と呼称する場合が多い。砂州の先端沖には要塞として使用された第一海堡、第二海堡（人工島）がある。
約6キロメートル離れた対岸の三浦半島観音崎とともに東京湾内湾と浦賀水道を区切る境界となっている。岬の北側では内湾の静かな波打ち際に174ヘクタール（ha）の富津干潟（ふっつひがた）と称される干潟を形成し、南側では外洋の荒波に対する防波堤の役割を果たしている。
湿地帯にはマガモやカルガモが飛来する海浜植物の群落もあり、富津洲海浜植物群落地（ふっつすかいひんしょくぶつぐんらくち）として千葉県の天然記念物になっている。南側には九十九里浜などに生育するコウボウムギ、ケカモノハシなどの塩生植物群落が多く、砂浜の北岸にはホソバノハマアカザ、オカヒジキなどの内湾性野生植物が繁茂している。

## 成因
富津市の北側を流れる小糸川の土砂が、内湾を時計回りする潮汐流の働きで砂州を形成し、そこに外洋から磯根崎の付近に流れ込んだ土砂が重なる形で堆積面を形成していったのが富津平野の原型であると考えられている。その後の隆起などによって富津平野は段丘化し、そこへ更なる土砂の蓄積が加わることによって富津平野の先端に砂洲が成長した結果、尖角岬を持つ富津洲が形成されたと考えられている。

## 歴史
寛政の改革で知られる白河藩主の松平定信は、外国船の来航に備えて富津岬に台場を設置する必要性を唱えた。江戸幕府がこれを採用したのは定信失脚後の1810年（文化7年）であり、最初の駐屯は主唱者とされた白河藩に命じられることとなった。1821年（文政4年）には駐屯藩のための陣屋が設置された。
1882年（明治15年）以後、富津洲は大日本帝国海軍の軍用地となり、沖合に第一海堡と呼ばれる人工島が築かれたが、土砂の堆積と関東地震による隆起によって第二次世界大戦後の一時期まで富津洲と地続きになっていたこともある。戦後は千葉県に払い下げられて県立の富津公園となり、1953年（昭和28年）に昭和天皇・香淳皇后を招いた全国植樹祭の会場となった。現在岬の先端近くには展望台などが設置されている。

## その他
気象庁は富津岬西端を津波予報区における境界として定めており、富津岬西端以北の東京湾沿岸を東京湾内湾、富津岬西端以南の千葉県沿岸（野島岬まで）を千葉県内房としている。

## ギャラリー

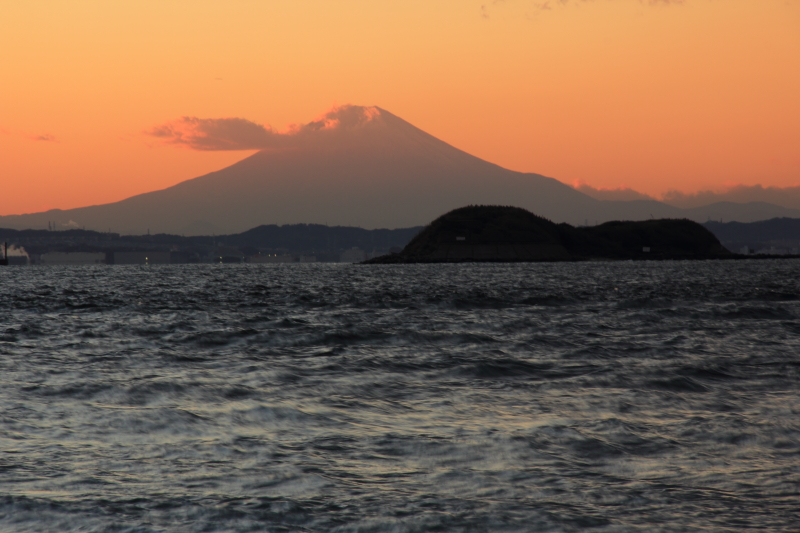
富津岬から西に富士山を望む
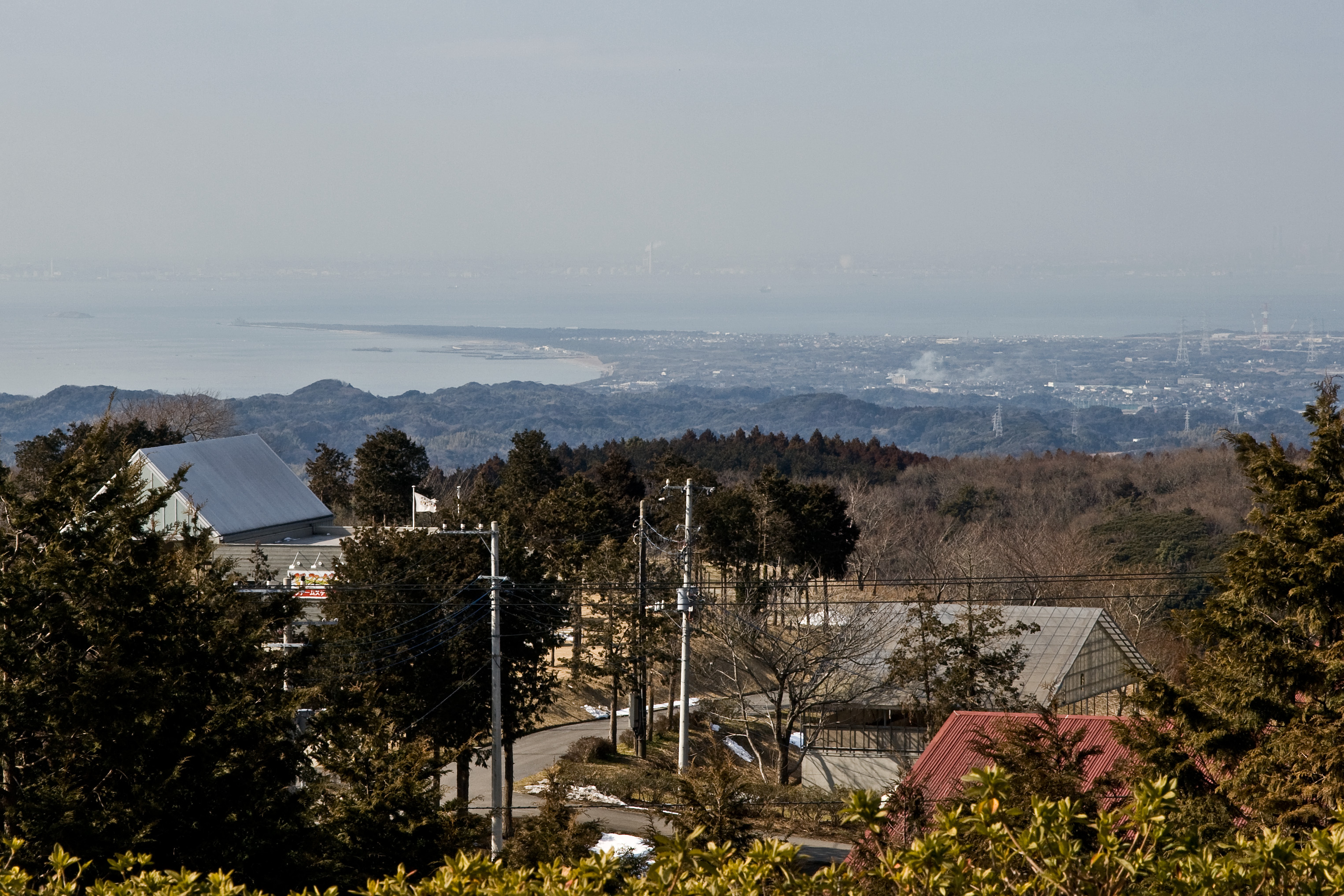
マザー牧場より望む富津岬遠望
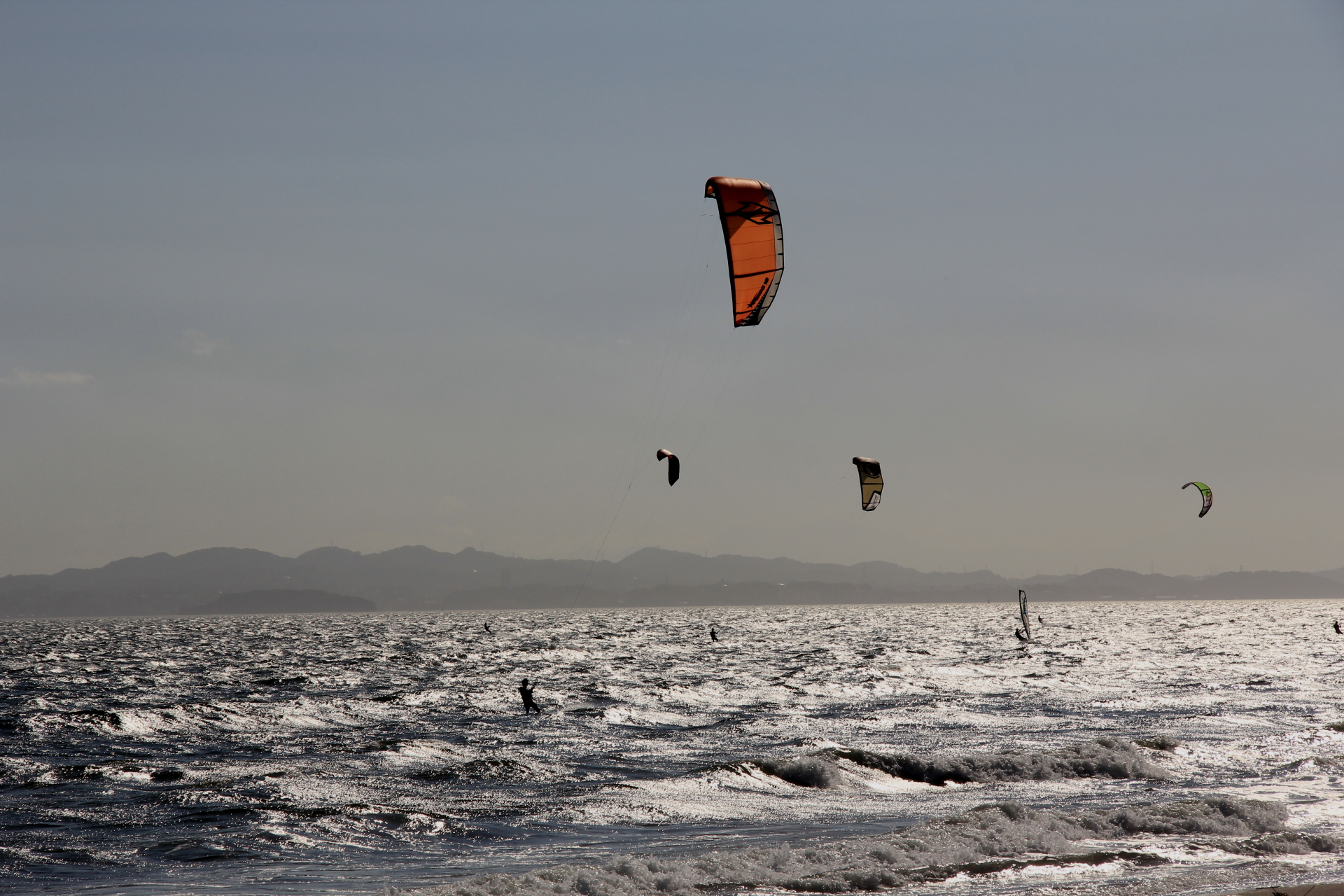
岬周辺はパラグライダーで賑わう

## アクセス
- 公共交通機関
  - 木更津駅（JR東日本）西口発、青堀駅（JR内房線）経由、日東交通バス（富津公園行）より終点「富津公園前」下車。
- 自動車
  - 館山自動車道 木更津南インターチェンジで降り、富津方面へ直進、国道16号を富津方面へ左折、「新井交差点」を右折し約3分。
  - 駐車場有（無料）、普通539台、大型車21台、身障者用12台。

### 広報資料など一次資料
1. ↑  “公園MAP”.   千葉県立富津公園. 2012年8月4日時点のオリジナルよりアーカイブ。2011年8月5日閲覧。